# New Old

New Old est un film français réalisé par Pierre Clémenti, sorti en 1979.

## Synopsis
Pierre Clémenti donne un témoignage autobiographique à l'aide d'extraits de films dans lesquels il a joué.

## Fiche technique
- Titre : New Old
- Réalisation : Pierre Clémenti
- Scénario : Pierre Clémenti
- Production : Pierre Clémenti
- Photographie : Pierre Clémenti
- Montage : Philippe Puicouyoul et Pierre Clémenti
- Pays d'origine : France
- Format : Couleurs - Mono - 16 mm
- Durée : 67 minutes
- Date de sortie : 21 novembre 1979

## Distribution
- Pierre Clémenti
- Nadine Hermand
- Michelle Bernet
- Amin Reyburn
- Nadine Alkan
- Yves Harrisson
- Jean-Pierre Mouleyre
- Jamila
- Viva
- Tania